# George Miller Beard

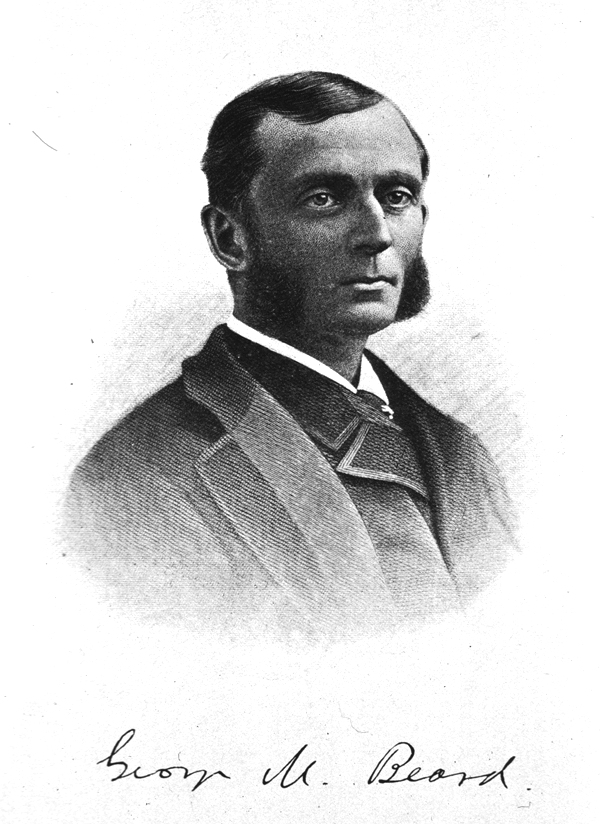
Georg Miller Beard

George Miller Beard (ur. 8 maja 1839 w Montville, zm. 23 stycznia 1883 w Nowym Jorku) – amerykański neurolog. W 1869 wprowadził do medycyny termin neurastenii.
Był synem wielebnego Spencera F. Bearda, ministra kościoła kongregacyjnego, i Lucy A. Leonard. W 1862 ukończył studia na Uniwersytecie Yale. W 1866 uzyskał tytuł doktora medycyny na College of Physicians and Surgeons of New York. Jeszcze podczas studiów medycznych służył w Marynarce Wojennej Stanów Zjednoczonych. 25 grudnia 1866 ożenił się z Elizabeth Ann Alden, pochodzącą z Westville (obecnie dzielnica New Haven).
Beard opisał neurastenię, jako zespół objawów zmęczenia, lęku, bólów głowy, impotencji, neuralgii i depresji, spowodowanych wyczerpaniem ośrodkowego układu nerwowego (co Beard wiązał z wpływem cywilizacji). Opisał też niezwykłe schorzenie, znane jako „skaczący Francuzi z Maine”. Był entuzjastą elektroterapii i orędownikiem wielu reform organizacji opieki psychiatrycznej w Stanach Zjednoczonych. Był założycielem National Association for the Protection of the Insane and the Prevention of Insanity. Zajmował też niepopularne stanowisko w kwestii kary śmierci, między innymi apelując o złagodzenie kary dla Charlesa J. Guiteau, zabójcy prezydenta Jamesa Garfielda.